# Kamianka-Dniprovska (huyện)
Huyện Kamianka-Dniprovska (tiếng Ukraina: Кам'янсько-Дніпровський район, chuyển tự: Kamianka-Dniprovskas’kyi raion) là một huyện của tỉnh Zaporizhia thuộc Ukraina. Huyện Kamianka-Dniprovska có diện tích 1179 km², dân số theo điều tra dân số ngày 5 tháng 12 năm 2001 là 45792 người với mật độ 39 người/km2. Trung tâm huyện nằm ở Kamianka-Dniprovska.